# Стёркин, Сергей Яковлевич
Стёркин Сергей Яковлевич  (25 мая 1942, Москва, СССР — 25 апреля 1986, Москва, СССР) — московский бард.
Окончил факультет электронной техники Московский энергетического института (1964). Работал начальником производства на заводе «Хроматрон». Последние годы был директором дворца культуры «МЭЛЗ»
Песни писал с 1959 г. на стихи российских поэтов, а также на свои стихи. Аккомпанировал себе на аккордеоне. Первую песню — «Дорожная-целинная» (1959) — сочинил по дороге в Казахстан, куда его курс ехал на уборку урожая. Был активным участником и автором представлений СТЭМА (Студии театра эстрадных миниатюр) МЭИ, неоднократным лауреатом конкурсов и фестивалей. Открыл для музыкальной общественности песни на стихи А. Аронова «Когда у вас нету тети…» и Р. Рождественского «Мгновения», позже ставшие известными с музыкой М. Таривердиева.
Похоронен на Черкизовском кладбище.